# شاهک بزرگوار
شاهک بزرگوار (نام علمی: Bassarona iva) نام یک گونه از سرده شاهک‌ها است.